# Nathan Gerbe
Nathan David „Nate“ Gerbe (* 26. Juli 1987 in Oxford, Michigan) ist ein ehemaliger US-amerikanischer Eishockeyspieler, der im Verlauf seiner aktiven Karriere zwischen 2005 und 2021 unter anderem 446 Spiele für die Buffalo Sabres, Carolina Hurricanes und Columbus Blue Jackets in der National Hockey League (NHL) auf der Position des linken Flügelstürmers bestritten hat.

## Karriere
Nathan Gerbe begann seine Karriere als Eishockeyspieler bei den River City Lancers aus der United States Hockey League (USHL), für die er in der Saison 2002/03 spielte. In den Jahren 2003 bis 2005 stand der Flügelspieler in der Mannschaft des USA Hockey National Team Development Program in der North American Hockey League (NAHL) aktiv. Anschließend wurde er im NHL Entry Draft 2005 in der fünften Runde als insgesamt 142. Spieler von den Buffalo Sabres ausgewählt. Die folgenden drei Jahre spielte der US-Amerikaner jedoch zunächst für das Eishockeyteam des Boston College in der National Collegiate Athletic Association (NCAA). In seinem letzten Jahr am College gewann er mit der Mannschaft die nationale Meisterschaft und war persönlich für den Hobey Baker Memorial Award nominiert.
Im Sommer 2008 wurde Gerbe in den Kader der Portland Pirates aus der American Hockey League (AHL), das Farmteam der Sabres, aufgenommen, für die er erstmals im professionellen Eishockey spielte. Am 6. Dezember 2008 gab er sein Debüt in der National Hockey League (NHL) in einem Auswärtsspiel bei den Tampa Bay Lightning. Im Juli 2013 wurde sein Kontrakt von den Sabres frühzeitig ausbezahlt (buy out). Im selben Monat unterzeichnete Gerbe einen Einjahresvertrag bei den Carolina Hurricanes. Dieser wurde vorerst verlängert; nach der Saison 2015/16 erhielt Gerbe jedoch kein neues Vertragsangebot von den Hurricanes, sodass er sich im Juli 2016 als Free Agent den New York Rangers anschloss. Dort schaffte er den Sprung ins NHL-Aufgebot nicht und ließ seinen Vertrag in der Folge lieber auflösen, als in der AHL für das Hartford Wolf Pack zu spielen. Wenig später gab der Genève-Servette HC aus der Schweizer National League A (NLA) bekannt, Gerbe mit einem Dreijahresvertrag ausgestattet zu haben.
Bereits im Januar 2018 einigte sich der Angreifer mit dem Genève-Servette HC auf eine vorzeitige Auflösung seines Vertrages, sodass er wenig später in die NHL zurückkehren konnte und sich den Columbus Blue Jackets anschloss. In der Spielzeit 2021/22 bestritt Gerbe aufgrund einer Hüftverletzung kein Pflichtspiel, woraufhin er im September 2022 im Alter von 35 Jahren sein Karriereende verkündete.

## Erfolge und Auszeichnungen
| - 2007 Hockey East Second All-Star Team - 2007 NCAA Championship All-Tournament Team - 2008 Lamoriello-Trophy-Gewinn mit dem Boston College - 2008 Hockey East First All-Star Team - 2008 NCAA East First All-American Team - 2008 NCAA-Division-I-Championship mit dem Boston College | - 2008 NCAA Championship All-Tournament Team - 2008 NCAA Championship Tournament MVP - 2009 AHL All-Rookie Team - 2009 Dudley „Red“ Garrett Memorial Award - 2010 Teilnahme am AHL All-Star Classic - 2019 Teilnahme am AHL All-Star Classic |

### International
- 2004 Silbermedaille bei der U18-Junioren-Weltmeisterschaft
- 2005 Goldmedaille bei der U18-Junioren-Weltmeisterschaft
- 2007 Bronzemedaille bei der U20-Junioren-Weltmeisterschaft

## Karrierestatistik

### International
Vertrat die USA bei:
| - World U-17 Hockey Challenge 2004 - U18-Junioren-Weltmeisterschaft 2004 - U18-Junioren-Weltmeisterschaft 2005 | - U20-Junioren-Weltmeisterschaft 2006 - U20-Junioren-Weltmeisterschaft 2007 |

(Legende zur Spielerstatistik: Sp oder GP = absolvierte Spiele; T oder G = erzielte Tore; V oder A = erzielte Assists; Pkt oder Pts = erzielte Scorerpunkte; SM oder PIM = erhaltene Strafminuten; +/− = Plus/Minus-Bilanz; PP = erzielte Überzahltore; SH = erzielte Unterzahltore; GW = erzielte Siegtore; 1 Play-downs/Relegation; Kursiv: Statistik nicht vollständig)